# 오말로기라상과
오말로기라상과(Omalogyroidea)는 작은 바다 달팽이 상과의 하나이다. 비공식군 하이새류에 속하는 해양 복족류 연체동물이다.

## 분포 및 서식지
전 세계적으로 분포한다.

## 하위 과
오말로기라상과는 2개 과를 포함하고 있다. 이 중 하나는 모두 멸종 상태이다.
- 오말로기라과 (Omalogyridae)
  - Ammonicera[2]
  - 오말로기라속 (Omalogyra)
  - Retrotortina
  - † Schobertinella
- † Studraxidae